# Johann Peter Gabriel Sperling
Johann Peter Gabriel Sperling fou un compositor alemany del Barroc (1671-1720)
Va ser mestre de filosofia, regent de cor i, finalment, director de cor a Bautzen.

## Obres
- Concentus vespertinus seu Psalmi minores per annum (Bautzen, 1700;
- Principia musica (Bautzen, 1703);
- Porta musica (Leipzig, 1703).